# Юдинское отделение Казанской железной дороги
Юдинское отделение Казанской железной дороги ― предприятие железнодорожного транспорта, производственное звено Казанской железной дороги. Обслуживаемые им в разное время участки железной дороги находились на территории Татарской, Чувашской, Марийской и Мордовской АССР и Ульяновской области.
Образовано в 1936 году, вскоре после того, как была создана Казанская железная дорога, и контора Казанского отделения Московско-Казанской железной дороги была перенесена на станцию Юдино. В его состав вошли участки Казань — Казань-Пристань, Казань — Юдино, Юдино — Вятские Поляны, Юдино — Канаш, Зелёный Дол — Йошкар-Ола, ранее бывшие частью Казанского отделения МКзЖД. На момент создания граничила на западе с Сергачским и Алатырским отделениями Казанской железной дороги и на востоке с Агрызским отделением той же дороги. 
В 1940-е годы к Сергачскому отделению отошла станция Канаш, к Агрызскому — станция Вятские Поляны. Кроме того, в состав отделения вошли построенные за время немецко-советской войны линии Свияжск — Сельд (участок Волжской рокады) и Йошкар-Ола — Нужъялы. В середине 1950-х гг. линия Казань — Казан-Пристань была выведена из эксплуатации в связи со строительством Куйбышевской ГЭС.
По состоянию на 1955 год на отделении имелась две внеклассные (Юдино и Казань), одна станция 1-го класса (Йошкар-Ола) и пять станций 2-го класса (Зелёный Дол, Дербышки, Вахитово, Волжск, Буа), депо Юдино.
После упразднения в 1961 году Канашского отделения в состав отделения передан участок Красный Узел — Канаш — Чебоксары.
Действовали несколько дистанций пути:
- Канашская (ПЧ-4, 664 — 715 км линии Канаш — Юдино, Канаш — Чебоксары, Канаш — 231 км линии Канаш — Красный Узел);
- Юдинская (ПЧ-5, 716 — 798 км линии Канаш — Юдино — Дербышки, 0 — 2 км линии Юдино — Казань, линии Паратск — Волжск и Зелёный Дол — Табашино полностью);
- Казанская (ПЧ-6, 799 — 984 км линии Юдино — Агрыз, линия Юдино — Казань — Дербышки с 3 км);
- Алатырская (ПЧ-14, 232 км — Красный Узел).[6]

Дистанции гражданских сооружений:
- Юдинская (Свияжск — Восстание, Свияжск — Цильна, Зелёный Дол — Табашино, Юдино — Аракчино),
- Казанская (Восстание — Кизнер искл., Аракчино искл. — Казань — Дербышки)
- Канашская (Красный Узел — Канаш — Чебоксары, Канаш — Свияжск) дистанции зданий и сооружений.[6]

После упразднения Казанской железной дороги контора отделения была перенесена в Казань, а отделение переименовано в Казанское.

## Прочее
На 1937 при отделении дороги действовали 9 школ (СШ № 1 — Казань, ул. Кирова, № 2 — Юдино, Октябрьская ул., № 30 — Юдино, НСШ № 13 — Канаш, СШ № 14 — Зелёный Дол, СШ № 19 — Свияжск, НСШ № 20 — Вятские Поляны, НШ № 25 — Куземетьево, № 28 — Красная Горка), в которых обучалось в общей сложности 4555 человек.